# Sint-Simon en Judaskerk (Tilligte)
De Sint-Simon en Judaskerk is een rooms-katholieke kerk aan de Ootmarsumsestraat 140 in Tilligte in de Nederlandse gemeente Dinkelland.
De eerste kerk op deze plaats werd in 1830 gebouwd en viel onder de parochie van Ootmarsum. De bijkerk werd gewijd aan de apostelen Simon en Judas Taddeüs, net als de hoofdkerk in Ootmarsum. In 1891 werd Tilligte een zelfstandige parochie. In dat jaar werd direct een nieuwe pastorie gebouwd. De oude waterstaatskerk bleek te klein en werd in 1915 afgebroken. De nieuwe kerk werd ontworpen door architect Alexander Kropholler in traditionalistische stijl. Het is een eenbeukige kerk, met klokkentoren aan de zijkant. De eerste steen werd gelegd op 15 juni 1916 en al op 24 oktober dat jaar werd de kerk ingewijd door aartsbisschop Henricus van de Wetering. De vensters van de kerk werden in de jaren 50 ontworpen en uitgevoerd door de Oldenzaalse glazenier Jan Schoenaker. Tussen 1995 en 1999 werd de kerk gerestaureerd. In 2002 werd een Mariakapel gebouwd.
De kerk is tot op heden in gebruik bij het parochieverband Lumen Christi, waar de parochie Sint-Simon en Judas in 2002 in opging. Het gebouw is een gemeentelijk monument.